# كلوريد رباعي ميثيل الأمونيوم
كلوريد رباعي ميثيل الأمونيوم هو أبسط مركبات كاتيونات الأمونيوم الرابعية حيث ترتبط أربع مجموعات ميثيل بذرة نتروجين مركزية، بحيث يكون له الصيغة الكيميائية −CH3)4N+Cl). يكون المركب على شكل مادة بلورية بيضاء، لها قابلية كبيرة على الاسترطاب.

## التحضير
يحضر كلوريد رباعي ميثيل الأمونيوم من تفاعل ألكلة كلوريد الأمونيوم باستخدام ثنائي ميثيل الكربونات، بوجود حفاز من 1-إيثيل-3-ميثيل بروميد الإيميدازوليوم (−[EMIM]+Br)، وذلك على شكل سائل أيوني.

## الخصائص
إن لمركب كلوريد رباعي ميثيل الأمونيوم انحلالية جيدة في الماء، وفي المذيبات العضوية القطبية.
يعد المركب شديد السمية بالنسبة للأحياء المائية.

## الاستخدامات
يستخدم المركب في الاصطناع العضوي من أجل تفاعلات المثيلة، وفي بعض الحالات يستخدم عاملاً للترسيب.
يستخدم في تراكيز صغيرة في تفاعل البوليميراز المتسلسل من أجل زيادة المردود والنوعية، حيث أظهر أنه يحسن المردود بحوالي 5-10 مرات عند 60mM، وذلك بتثبيت الزوج القاعدي AT.